# Frank Ocean
Christopher Francis Ocean (født Christopher Breaux) er en R&B-sanger/-sangskriver fra USA, der primært er kendt under sit alias, Frank Ocean. Han har tidligere ageret sangskriver for musikere som Justin Bieber, John Legend og Beyonce. I 2010 blev han en del af den alternative hiphopgruppe OFWGKTA, og i 2011 udgav han sit anmelderroste debutmixtape, Nostalgia, Ultra. 
Frank Ocean aflyste sin tour i 2012. I 2013 kom han tilbage med en Europa tour, hvor han blandt andet optrådte i Danmark d. 27 juni. Frank Ocean kom tilbage til Danmark i forbindelse med Northside Festival. Dette var Frank Oceans første liveoptræden i tre år.
I 2012 udgav han sit egentlige debutalbum, Channel Orange, som blev rost af samtlige medier[kilde mangler]. Han blev efterfølgende nomineret til hele 6 Grammys.
Efter 4 års ventetid udgav Frank Ocean i efteråret 2016 henholdsvis to album. Først blev det visuelle album Endless udgivet, mens han dagen efter udgav Blonde. 
Han har ikke lavet musik siden 2020 og hans musik har stået stille lige siden.

## Diskografi
- Nostalgia, Ultra (2011)
- The Lonny Breaux Collection (2011)
- Channel Orange (2012)
- Unreleased, Misc (2013)
- Endless (2016)
- Blonde (2016)